# 中華人民共和國海員證
中华人民共和国海员证，是具有中国国籍的海员出入中国国境和在境外通行使用的有效身份证件，是中华人民共和国出入境证件的一种。

## 简介
航行国际航线的中国籍船舶上工作的中国海员或由国内有关部门派往外国籍船舶上工作的中国海员可以获得海员证。其法律依据是交通部颁布的《中华人民共和国海员证管理办法》。在远洋及对台渔船上任职的渔业船员，亦可通过所任职的渔业公司或劳务公司申请办理海员证。 
中华人民共和国交通部、外交部、公安部曾于1976年联合颁布《中华人民共和国海员证签发和使用范围的暂行规定》。其后《中华人民共和国海员证管理办法》经中华人民共和国交通部、外交部、公安部批准，由交通部第七号令公布，并于1989年12月1日起施行，原《暂行规定》同时废止 。
中华人民共和国海员证的有效期为五年，但最长不超过持证人65岁生日。
海员持海员证乘坐服务船舶以外的其他交通工具出境，应在出境前办妥前往国家和地区的入境过境签证。如前往国家和地区不需办理签证，应由海员所属单位或派出单位向边防检查机关出具证明。证明内容应包括海员姓名、证件号码，前往国家和地区。经边防检查站查验后放行。

## 版本及式样

### 2019版海员证
2019版海员证（电子海员证）自2019年12月20日起签发，与2012版电子护照式样相仿。电子海员证签发后，效期未满的2008版海员证仍然有效，但持有人亦可随时申请签发新版海员证，不受临期一年内方可重新申领的的限制。
2019版海员证可由海船船员个人办理，亦可委托船员外派机构代为办理，并由海船船员个人持有。惟远洋渔船船员申请海员证时，仍需由所就职之渔业公司或劳务公司代理，不可代办，且所持海员证需由其办理单位管理，并应在合同失效1月之内将海员证送还签发机关注销。
2019版海员证可签发予具有中国国籍的非内地居民。厦门海事局于2020年2月4日为其辖区内一名台湾船员签发海员证，为中国大陆签发的第一本台湾船员海员证。

#### 请求说明
海员证包含簽發國的聲明，向其它所有國家表明持有人為本國公民身份，並且請求允許其持有人過境，同時享有國際法所規定的待遇。中华人民共和国海员证与中國護照里的聲明相似，先用中文寫出，接著用英文表述。
2019年12月20日后签发的电子海员证说明内容与之前(2008版)基本一致，但其中部分字眼有差异，如“中华人民共和国政府”和英文“The government of the People's Republic of China”改为了“中华人民共和国外交部”和“The Ministry of Foreign Affairs of the People's Republic of China”，原“海员”字眼于新版海员证中表述为“船员”等。 其中法规中英文名称亦有少许变化
2019年12月20日后签发的电子海员证说明内容位于第三页，全文如下，与2008版海员证不同之处以粗体标出。
中文

| 根据《中华人民共和国护照法》、《中华人民共和国出境入境管理法》的规定签发此证。本证书持有人系从事船员职业的中华人民共和国公民。 中华人民共和国外交部请各国军政机关对持证人予以通行的便利和必要的协助。 |

英文

| This Seafarer's Passport is issued under the provisions of PASSPORT LAW OF THE PEOPLE'S REPUBLIC OF CHINA and EXIT AND ENTRY ADMINISTRATION LAW OF THE PEOPLE'S REPUBLIC OF CHINA. The bearer of this Document is the citizen of the People's Republic of China engaging in seafarer's profession. The Ministry of Foreign Affairs of the People's Republic of China requests all civil and military authorities of foreign countries to allow the bearer of this seafarer's passport to pass freely and afford assistance in case of need. |

#### 个人资料页
2019版海员证个人资料页位于第三页，信息包含内容如下：

##### 视读区
- 类型 /  ：PM
- 签发国代码 /  ：CHN（中国的ISO 3166-1代码）
- 海员证号码 /  ：一共九位，以A开头。实际签发中为与2008版海员证区分，均以“A9”开头，后跟七位数字流水号；另见“A7”等字头用于示例证件。
- 姓名 ／ ：上方为中文，下方为英文。先姓后名，英文的姓和名以逗号分隔。
- 性別／：男性標注為“男／M”，女性標注為“女／F”
- 国籍／：中国国籍为“中国/”
- 出生日期／：以“DD MMM YYYY”的形式記載（MMM表示英語月份前3字的縮寫）
- 出生地點／：以省、自治区、直辖市為單位，附注漢語拼音。
- 簽發日期／：記載格式同出生日期
- 有效期至／：記載格式同出生日期
- 簽發機關／：为中华人民共和国海事局授权的33家海事机构之一，以中英文两种语言书写。
- 持证人签名／：持证者的手写中文签名，经扫描后被打印在信息页上

##### 机读区
| 2019版海员证机读码顺序标识         | 2019版海员证机读码顺序标识 | 2019版海员证机读码顺序标识 | 2019版海员证机读码顺序标识                                                                                         |
| 第一排                             | 第一排                     | 第一排                     | 第一排 |
| 位数                               | 字段                       | 字符（格式）               | 说明 |
| ---------------------------------- | -------------------------- | -------------------------- | --- |
| 1                                  | 证件类别                   | P                          | 与护照一致 |
| 2                                  | 证件标识                   | M                          | 取“Maritime”首字母                                                                                                 |
| 3-5                                | 签发国                     | CHN                        | ISO 3166-1 中代表中国的三位代码                                                                                    |
| 6-44                               | 姓名                       | 字母、“<”符号              | 持证人姓名拼音，并以“<<”符号分隔姓名， 遇少数民族人名不分姓名时以“<”符号分隔不同姓名部分。 未使用位数以“<”符号填满 |
| 第二排                             |                            |                            | |
| 1-9                                | 海员证号码                 | (A9XXXXXXX)                | 正式签发的2019版海员证号码以A9起始，后跟7位流水数字                                                                |
| 10                                 | 校验位                     | 数字                       | 1-9位校验位 |
| 11-13                              | 持证人国籍                 | CHN                        | ISO 3166-1 中代表中国的三位代码                                                                                    |
| 14-19                              | 出生日期                   | 数字 (YYMMDD)              | 持证人出生日期 |
| 20                                 | 校验位                     | 数字                       | 14-19位校验码 |
| 22-27                              | 有效截止日期               | 数字 (YYMMDD)              | 海员证效期截止日期                                                                                                 |
| 28                                 | 校验位                     | 数字                       | 22-27位校验码 |
| 29-40                              | 汉字姓名转写               | 字母、“<”符号              | 依GA/T 704.16-2015 转写的持证人汉字姓名， 每四位字母表示一个汉字，未使用位数以“<”符号填满                          |
| 41                                 | 汉字姓名 剩余字数标识      | 字母                       | 29-40位中未能尽录的汉字姓名字数，以A表示未省略， B表示省略1字，C表示省略2字，依此类推                              |
| 42                                 | 出生日期 世纪位            | 9、0                       | 9代表持证人生于1999年或之前，0代表持证人生于2000年或之后                                                           |
| 43                                 | 校验位                     | 数字                       | 29-42位校验码 |
| 44                                 | 校验位                     | 数字                       | 1-10位、14-20位、22-28位、29-43位总校验码                                                                          |
| 注1：校验码采用ICAO Doc 9303标准； |                            |                            | |

#### 其他页面
2019版海员证封面内侧载有红色“中华人民共和国”字样及国徽，第1页有浮雕效果“海员证/Seafarer's Passport”字样。第4页及第5页为备注页，第6页至第30页为签证页。

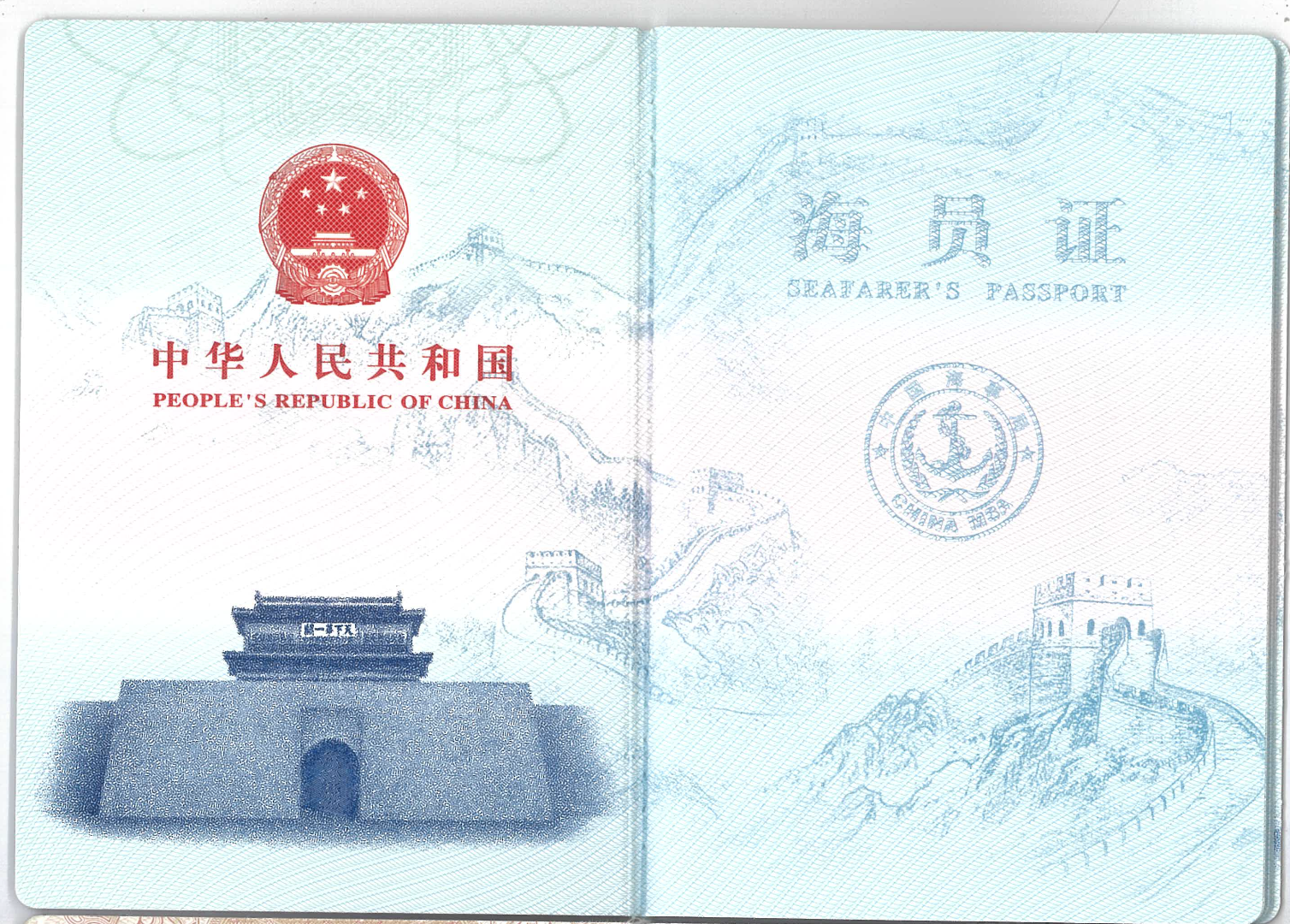
2019版海员证应急资料页及封三电子芯片说明
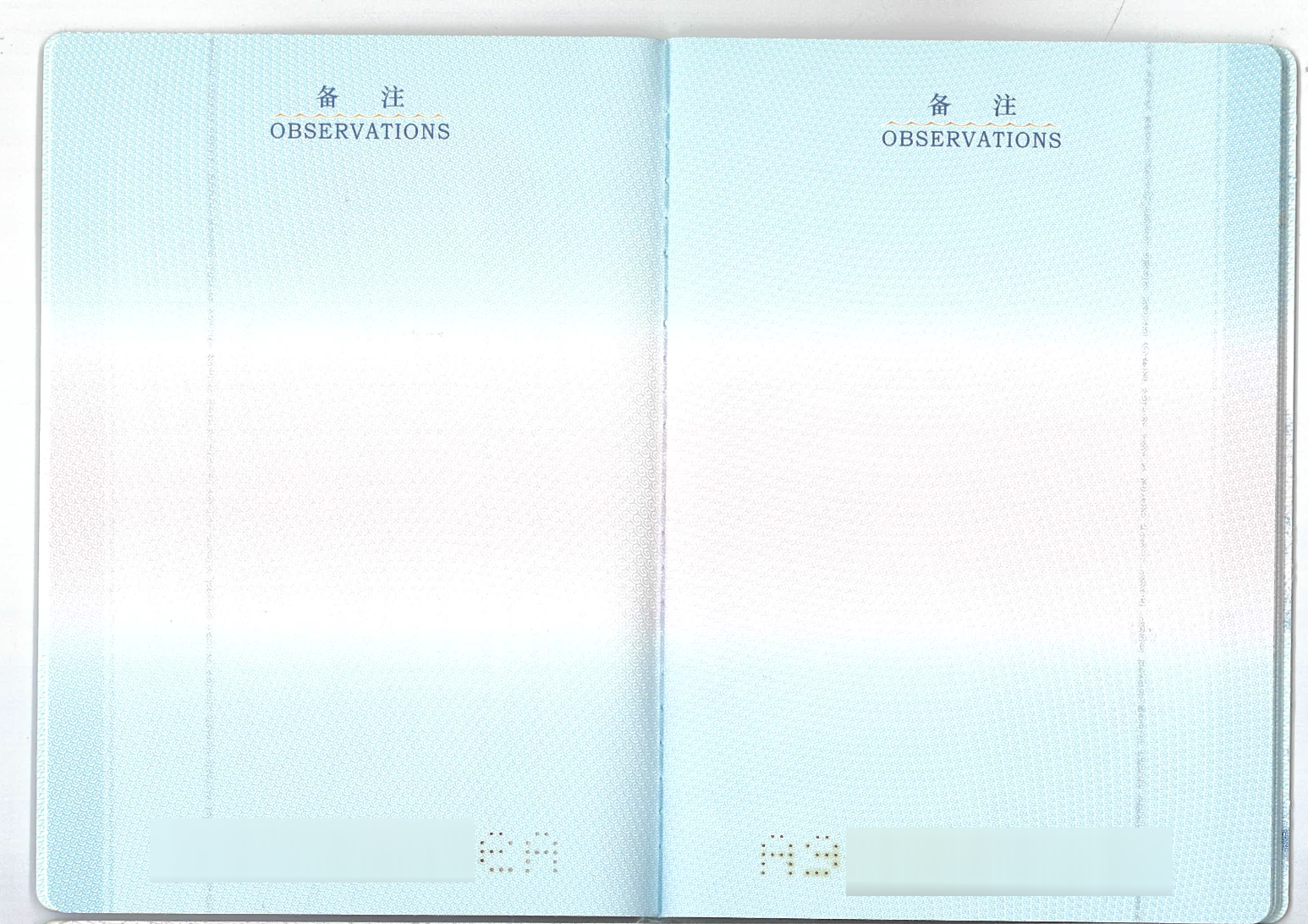
2019版海员证备注页
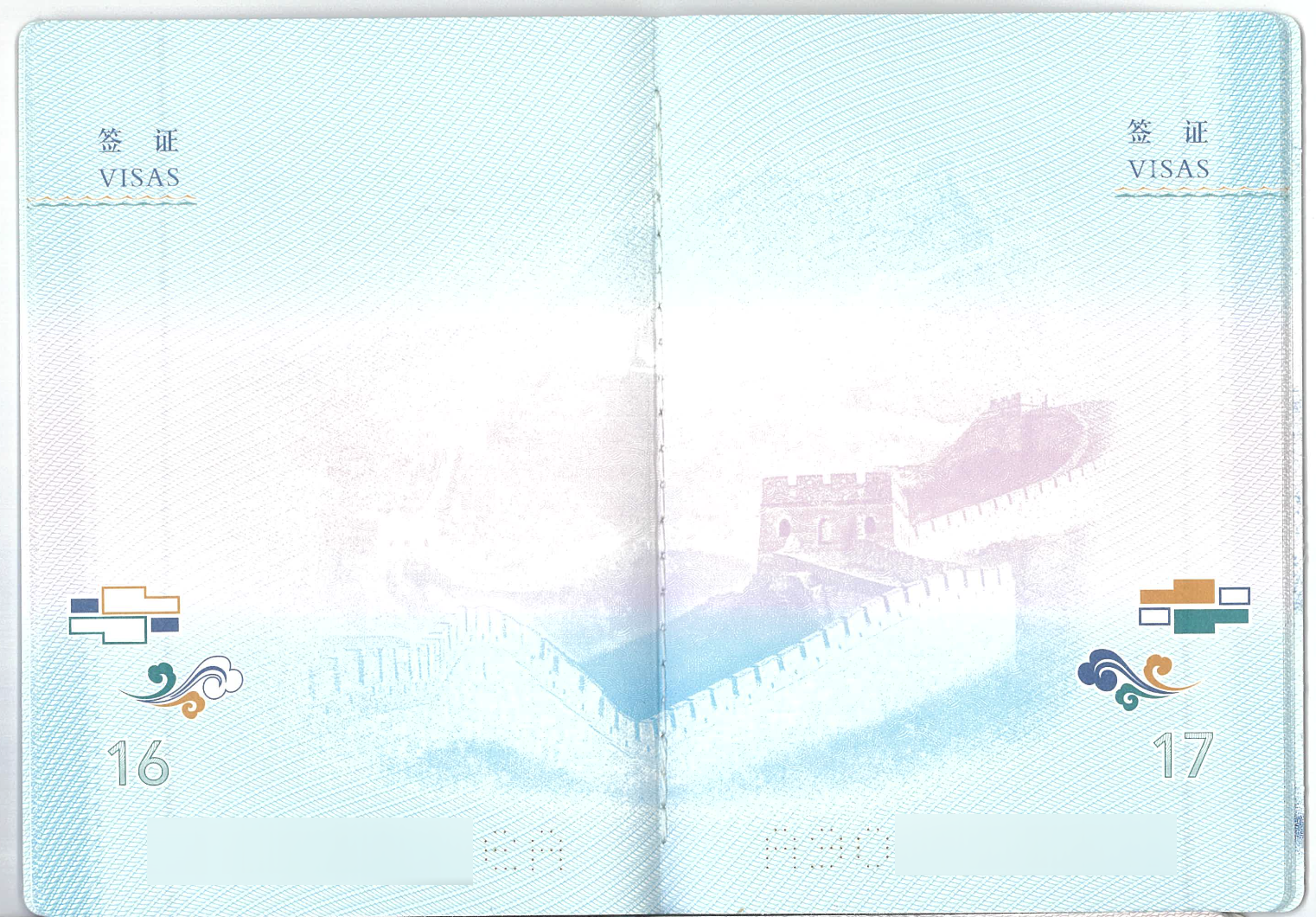
2019版海员证签证页
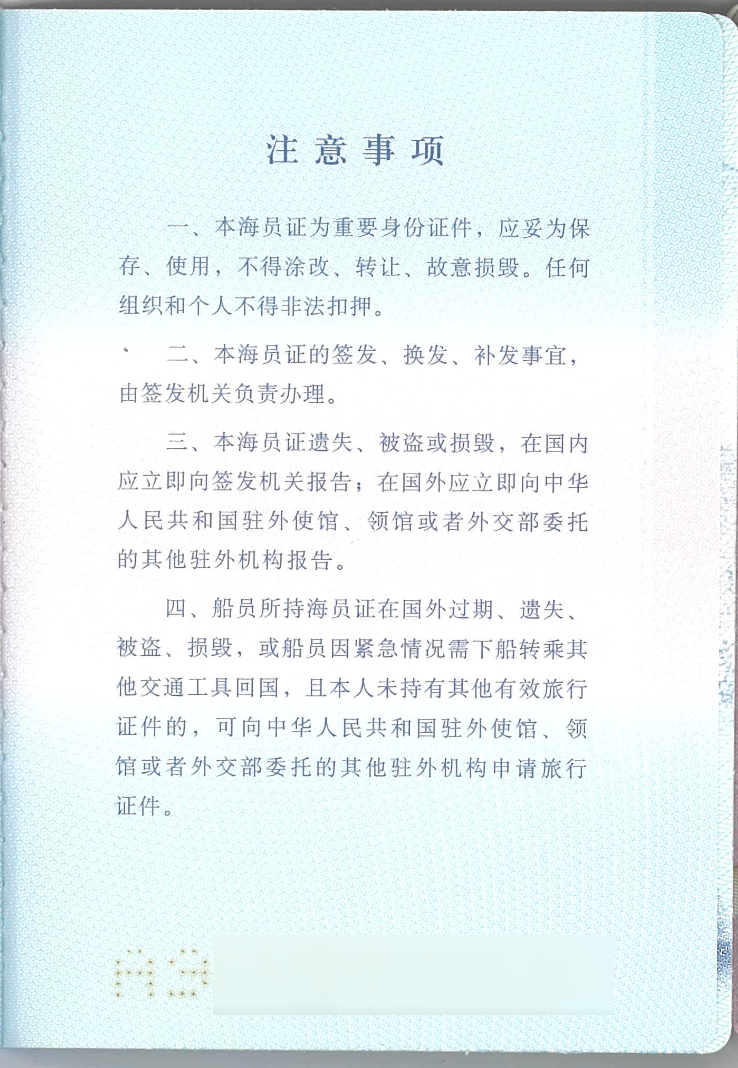
2019版海员证注意事项页
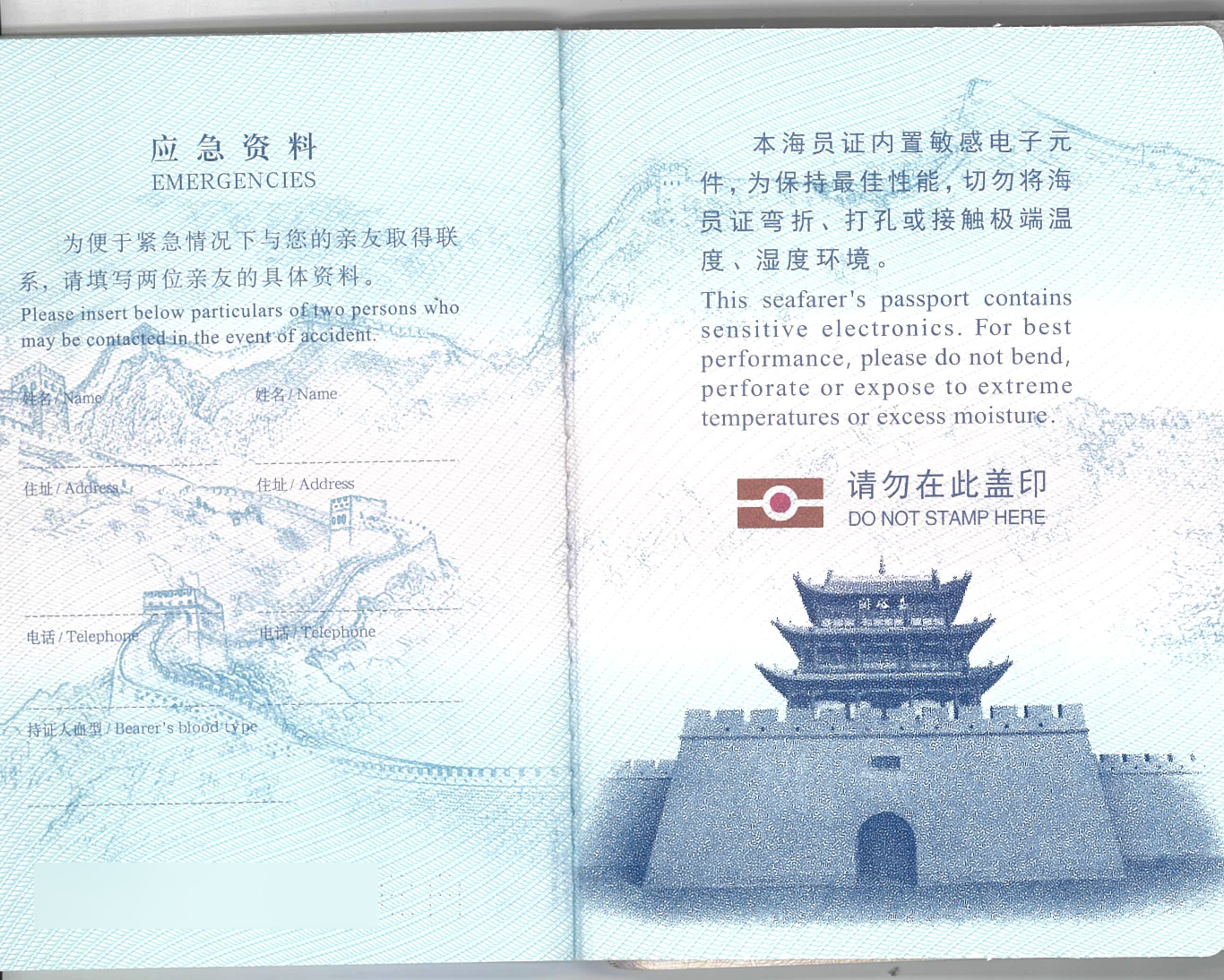
2019版海员证应急资料页及封三电子芯片说明

第31页为注意事项页，其全文内容为：
第32页为应急资料页。电子海员证封三页印有电子芯片相关提示，其内容为：

### 2008版海员证
2008版海员证自2008年10月1日起签发，同时停止签发旧版海员证。该版海员证式样与97-2版护照相似，较前版在制作工艺方面有所升级，增设机读区，符合了国际民航组织的相关标准。
自该版海员证起，海船船员可个人向海事机关申领海员证，无需经由外派机构代办。海员证注意事项内亦取消原有持有人在国内待派期间及下船回国后，需将海员证交还外派机构的规定。

#### 请求说明
2008版海员证的说明内容位于第一页，全文如下：
中文

| 根据《中华人民共和国护照法》、《中华人民共和国公民出入境管理法》的规定签发此证。本证书持有人系从事海员职业的中华人民共和国公民。 中华人民共和国政府请各国军政机关对持证人予以通行的便利和必要的协助。 |

英文

| This Seafarer's Passport is issued under the provisions of THE LAW ON PASSPORT OF THE PEOPLE'S REPUBLIC OF CHINA and THE LAW OF THE PEOPLE'S RUPUBLIC OF CHINA ON THE CONTROL OF THE EXIT AND ENTRY OF CITIZENS. The bearer of this Document is the citizen of the People's Republic of China engaging in seafarer's profession. The government of the People's Republic of China requests all civil and military authorities of foreign countries to allow the bearer of this document to pass freely and afford assistance in case of need. |

#### 个人资料页

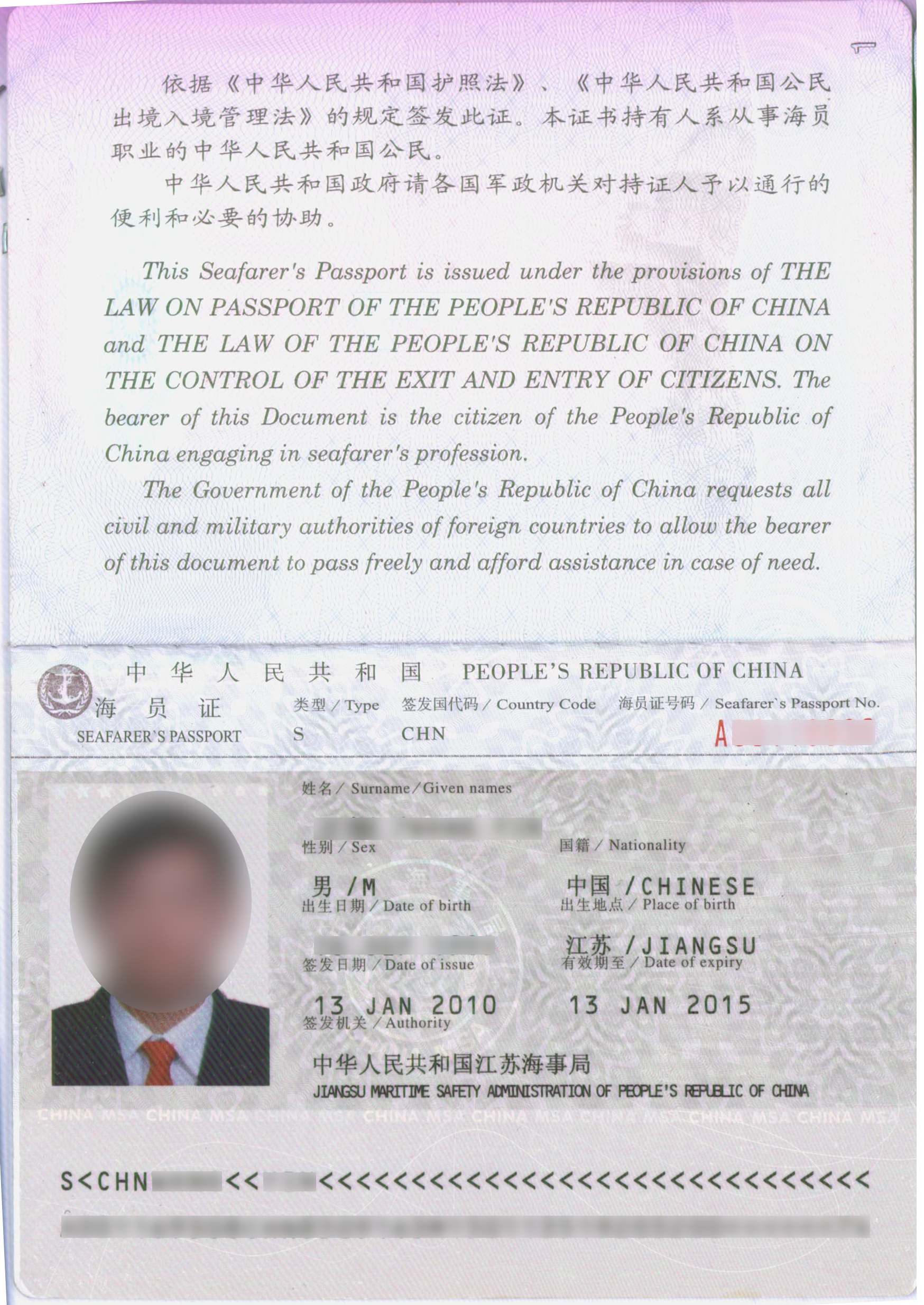
2008版海员证个人信息和声明页

2008年10月1日后签发的海员证的个人资料载于封二页（封面内侧），记载的信息与排版的方式97-2版护照相仿。此外，该版证件还设有符合国际民航组织规范的机读条以及使用了包括资料转印膜和带有“长城”水印图案的专用纸张在内的大量防伪技术。具体包含如下内容：

##### 视读区
- 类型 /  ：S（Seafarer一词的首字母）
- 签发国代码 /  ：CHN（中国的ISO 3166-1代码）
- 海员证号码 /  ：一共九位，以“A”开头，后跟八位数字。
- 姓名 / ：斜杠前方为中文，后方为英文，先姓后名，英文的姓和名以空格分隔。
- 性別／：男性標注為“男／M”，女性標注為“女／F”
- 国籍／：中国国籍为“中国/”
- 出生地點／：以省為單位，附注漢語拼音
- 出生日期／：以“DD MMM YYYY”的形式記載（MMM表示英語月份前3字的縮寫）
- 簽發日期／：記載格式同出生日期
- 有效期至／：記載格式同出生日期
- 簽發機關／：为中华人民共和国海事局授权的二十家海事机构之一

##### 机读区
| 2008版海员证机读码顺序标识         | 2008版海员证机读码顺序标识 | 2008版海员证机读码顺序标识 | 2008版海员证机读码顺序标识 |
| 第一排                             | 第一排                     | 第一排                     | 第一排 |
| 位数                               | 字段                       | 字符（格式）               | 说明 |
| ---------------------------------- | -------------------------- | -------------------------- | --- |
| 1                                  | 证件类别                   | S                          | 取“Seafarer”首字母 |
| 2                                  | 证件标识 （未使用）        | “<”符号                    | 不适用 |
| 3-5                                | 签发国                     | CHN                        | ISO 3166-1 中代表中国的三位代码 |
| 6-44                               | 姓名                       | 字母、“<”符号              | 持证人姓名拼音，并以“<<”符号分隔姓名， 遇少数民族人名不分姓名时以“<”符号分隔不同姓名部分。 未使用位数以“<”符号填满                          |
| 第二排                             |                            |                            | |
| 1-9                                | 海员证号码                 | (AXXXXXXXX)                | 以A起始，后跟8位流水数字 |
| 10                                 | 校验位                     | 数字                       | 1-9位校验位 |
| 11-13                              | 持证人国籍                 | CHN                        | ISO 3166-1 中代表中国的三位代码 |
| 14-19                              | 出生日期                   | 数字 (YYMMDD)              | 持证人出生日期 |
| 20                                 | 校验位                     | 数字                       | 14-19位校验码 |
| 22-27                              | 有效截止日期               | 数字 (YYMMDD)              | 海员证效期截止日期 |
| 28                                 | 校验位                     | 数字                       | 22-27位校验码 |
| 29-30                              | 出生日期 世纪位            | 19、20                     | 与14-19位连用组成八位日期YYYYMMDD， 19代表持证人生于1999年或之前，20代表持证人生于2000年或之后                                              |
| 31-32                              | 有效截止日期 世纪位        | 20                         | 与22-27位连用组成八位日期20YYMMDD， 因签发时已是2008年，故只用20                                                                            |
| 33-36                              | 签发机关代码               | 数字                       | 签发机关所在地行政区划代码。其中厅级海事局用所在地省级代码， 其余用地区级代码。如长江海事局使用湖北省代码（4200），而非武汉市代码（4201）。 |
| 37-42                              | 未使用                     | “<”符号                    | 不适用 |
| 43                                 | 校验位                     | 数字                       | 29-42位校验码 |
| 44                                 | 校验位                     | 数字                       | 1-10位、14-20位、22-28位、29-43位总校验码                                                                                                   |
| 注1：校验码采用ICAO Doc 9303标准； |                            |                            | |

### 旧版海员证
2008年前曾签发一版无机读功能的旧版海员证，其尺寸与82版护照相仿，略大于现行护照、海员证规格。

#### 请求说明
旧版海员证的封二页分别用中文及英文印有如下请求说明文字：
中文

| 根据《中华人民共和国公民出境、入境管理法》第七条的规定签发此证。此证书前往世界各国有效。 中华人民共和国政府请各国军政机关对持证人予以通行的便利和必要的协助。 |

英文

|  |

#### 个人资料页
旧版海员证的第2页及第3页分别为持证人个人资料及签发机关信息。页面布局与后期改版之82版因公普通护照（约1993年起签发）相似。
该证件主要使用打印机打印信息制证，仅“持证人签名”和“授权官员署名”为手写项，并附有发证机关的印章。照片贴在资料页右侧，并盖有发证机关之钢印，第2页全页被镭射激光防伪贴膜覆盖，增加防伪性。具体包含如下内容：
第二页：
- 持证人姓名／Full name of Bearer：印有持证人中文姓名，及以汉语拼音转写的英文姓名
- 性别／Sex：男性标注为“男”及Male，女性标注为“女”及Female
- 出生日期／Date of birth：中文则以“YYYY年MM月DD日”记录，英文则以“Month DD,YYYY”记录（例如持证人出生于1949年10月1日，英文记录为“October 1,1949”）
- 出生地点／Place of birth：以中英文注明国家名及省份（如出生在北京，则记录为“中国 北京”及“Beijing,China”）
- 有效期至／Date of expiry：记录方式同出生日期
- 海员证号码／Seafarer's Passport No.：号码为英文字母加数字组合的15位号码，其中首两位为字母，用短横杠“-”分隔
- 持证人签名／Signature of Bearer：此项比较特殊，栏目名称印在第2页，签名处则在第3页

该页预印有以A字起首的红色证书流水号。
第三页：
- 发证机关／Issued by：以省级为单位，一般中文为“中华人民共和国XX海事局”，XX为省、自治区、直辖市的名称，英文则为“Xxxxxx Maritime Safety Administration, the People's Republic of China”，其中Xxxxxx为省、自治区、直辖市的英文名称
- 发证日期和地点／Date and place of issue：中文记载格式为“YYYY年MM月DD日于XX”，英文记载格式为“Month DD, YYYY in XX”，其中XX为签发海员证的所在地级市的中文及英文名称
- 发证机关公章和授权官员署名／Seal of the issue office and signature of the authorised official：横线上为官员签名处，签名右侧为带有中华人民共和国国徽海事局的圆形公章。

#### 其他页面
旧版海员证第4页为“海员证延期页”，从第5页至第18页为签证页，第19页和第20页为备注页。部分页面带有与资料页一致的红色证书流水号。

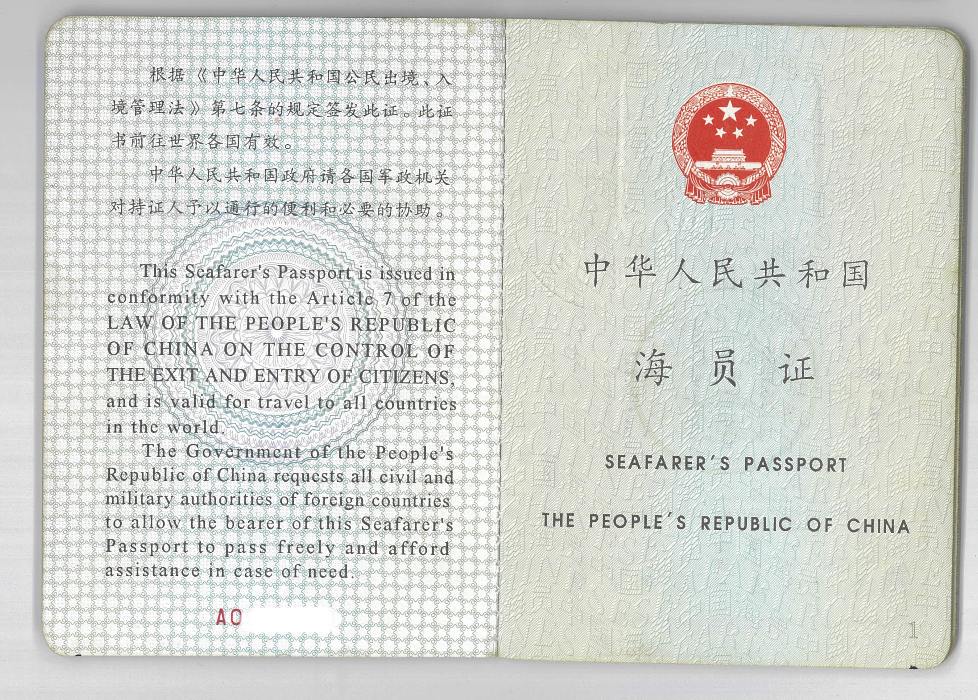
2008年前中国海员证第二及第三页（个人信息页）
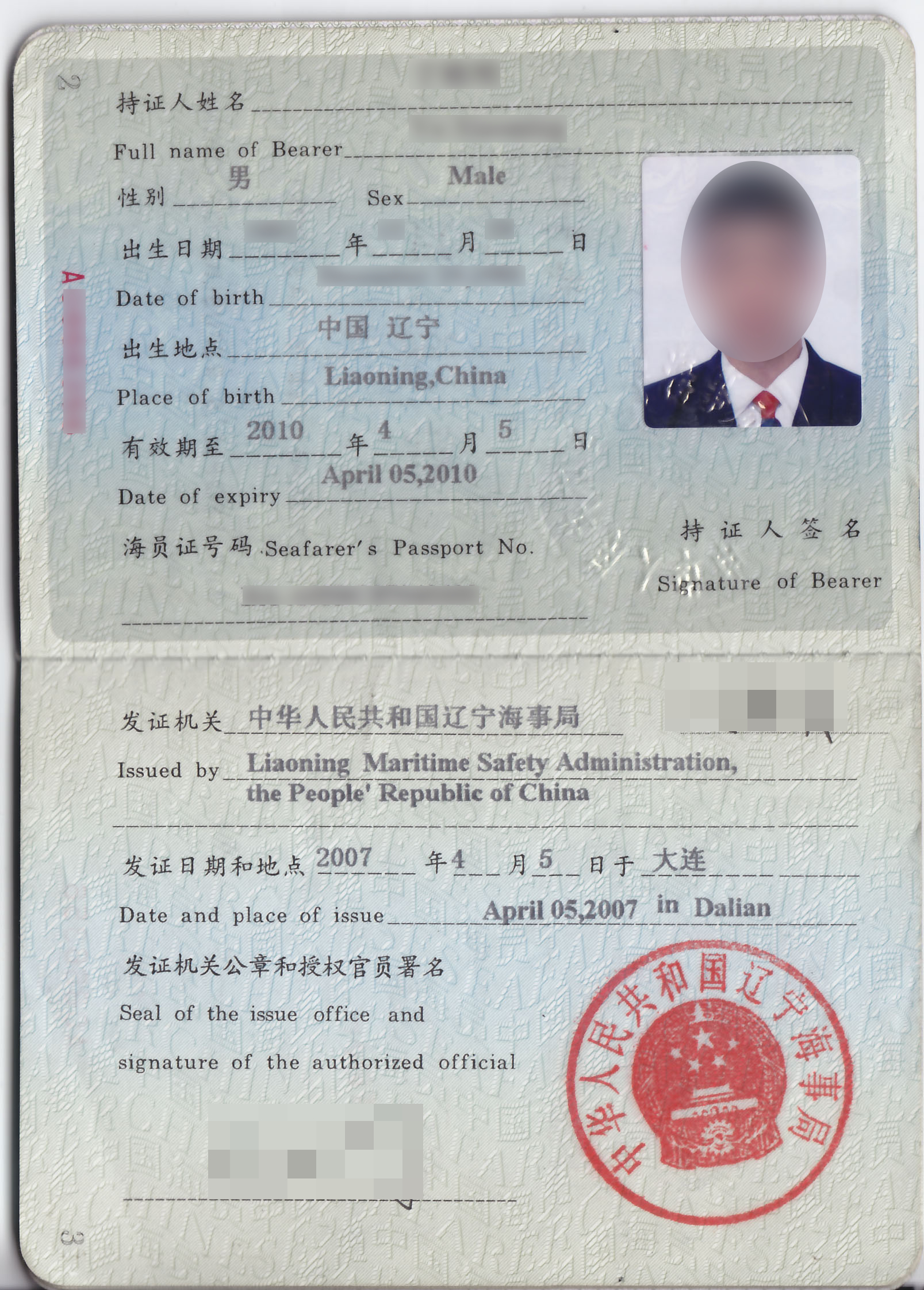
2008年前中国海员证封三注意事项
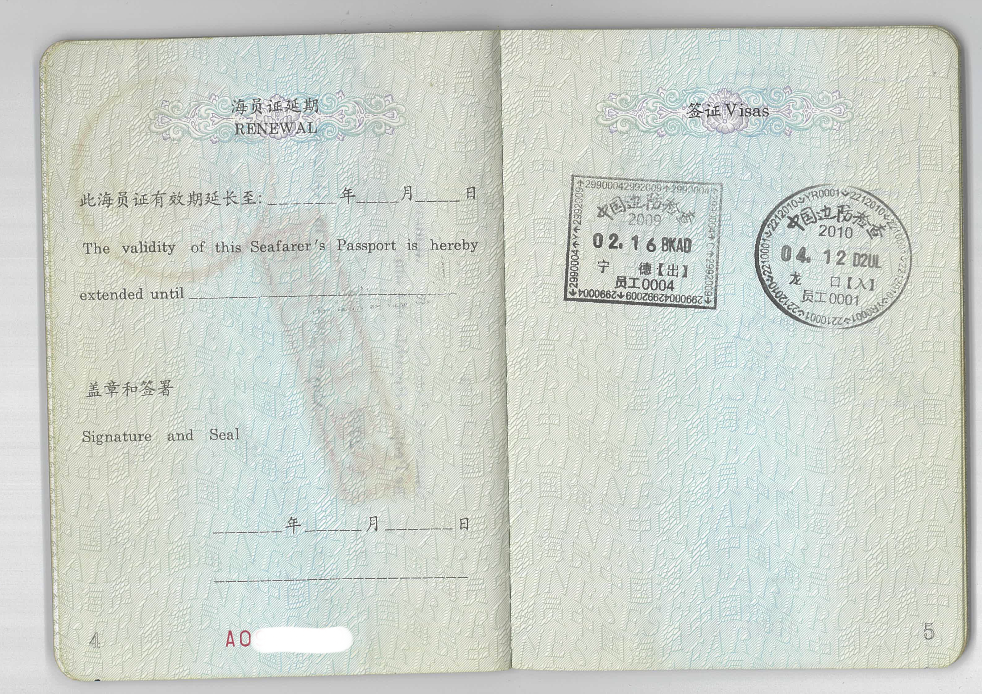
2008年前中国海员证延期页及签证页
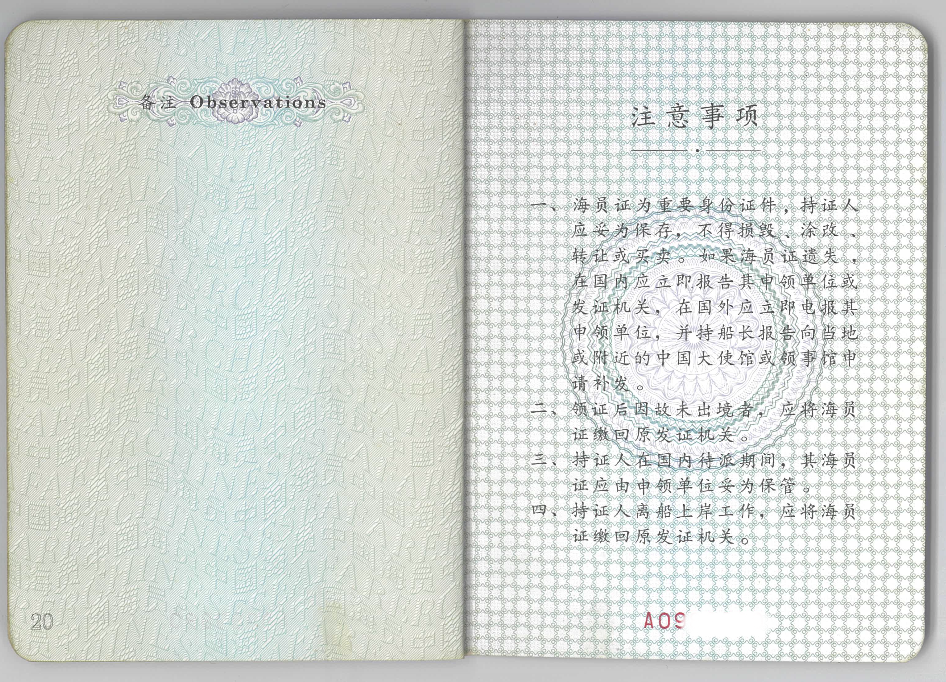
2008年前中国海员证封三注意事项

封三页为注意事项页，其全文内容为：
-{一、海员证为重要身份证件，持证人应妥为保存，不得损毁、涂改转让或买卖。如果海员证遗失，在国内应立即报告其申领单位或发证机关，在国外应立即电报其申领单位，并持船长报告向当地或附近的中国大使馆或领事馆申请补发。
二、领证后因故未出境者，应将海员证缴回原发证机关。

三、持证人在国内待派期间，其海员证应由申领单位妥为保管
四、持证人离船上岸工作，应将海员证缴回原发证机关。}-

## 申领手续

### 办理要求
海员证申请人需具有中国国籍，并需满足以下任一条件：
- 是在国际航线船舶上工作的船员；
- 是在特殊航线（港澳台、国际河流航线）船舶上工作的船员；
- 是在远洋渔业船舶上工作的船员。

#### 海员
国际（特殊）航线海员个人申办海员证时，并不要求在船上实际任职，仅需持有有效船员服务簿、海船船员适任证书及培训合格证，并提交照片即可申领。
海员若委托代理机构代办海员证，另需与相关机构签订劳动合同或管理协议并由其代为提交。
国际航线海员需同时持有有效基本安全培训合格证（Z01）和保安意识培训合格证（Z07），两合格证缺其一则只能办理有特殊航线签注的海员证，此类国际海船船员及原特殊航线船员（即服务簿注册类别为【内河】或【国内海船】的船员），只能选择有特殊航线签注权限的海事局申请海员证。其所办海员证上将显示以下任一签注：
| 仅适用于内地至香港、澳门特别行政区航线，以及大陆至台湾地区航线 Valid only for seafarer on voyages between Hong Kong Special Administrative Region, Macao Special Administrative Region and the Mainland, and voyages across the Taiwan Strait. |

| 仅适用于在通航的国际河流段上航行使用 |

#### 远洋渔业船员
渔业船员不可自行申办（含换补发）海员证，必须通过其任职的有资质渔业公司或劳务公司申办。并由公司交验其渔业船员证书、符合条件的《渔船船员体检表》及劳动合同。

#### 因公随船人员
若申请人无有效海船船员适任证书，则需提交确定的船员出境任务证明材料（海员证批件）方可申办，所申领的船员证有效期仅限于批件有效期内。

### 换/补发、重新签发海员证
海船船员持有2019版海员证，且剩余有效期大于12个月时，若签证页用完，可申请换发海员证；若原证遗失、被盗、或损毁，可申请补发海员证（补发海员证另需提交《海员证补发情况说明》）。换/补发的海员证有效期与原证有效期一致。
海员证剩余有效期不足12月，或持有旧版海员证时，不可申请换发、补发海员证，只可申请重新签发完整有效期的全新海员证。持有旧版海员证可随时申请2019版海员证，不受剩余有效期限制。

### 海员证签发机关
截止2024年10月，共33所直属海事局获准签发新版海员证。海船船员可向任一海事局线上提出申请，或委托某海事局管辖范围内之船员代理机构代办。
正厅级海事局以粗体标示。
| 序号 | 所在地 | 单位           | 代办机构管辖范围                                      | 特殊航线 签注权限 |
| ---- | ------ | -------------- | ----------------------------------------------------- | ----------------- |
| 1    | 上海   | 上海海事局     | 上海市                                                | ☒                 |
| 2    | 天津   | 天津海事局     | 天津市、北京市、河南省                                | ☒                 |
| 3    | 辽宁   | 辽宁海事局     | 吉林省、辽宁省（营口市除外）                          | ☒                 |
| 4    | 辽宁   | 营口海事局     | 营口市                                                | ☒                 |
| 5    | 河北   | 河北海事局     | 河北省                                                | ☒                 |
| 6    | 山东   | 山东海事局     | 山东省（烟台市除外）                                  | ☒                 |
| 7    | 山东   | 烟台海事局     | 烟台市                                                | ☒                 |
| 8    | 江苏   | 江苏海事局     | 江苏省（连云港市、盐城市除外）                        | check             |
| 9    | 江苏   | 镇江海事局     | 镇江市                                                | ☒                 |
| 10   | 江苏   | 南通海事局     | 南通市                                                | ☒                 |
| 11   | 浙江   | 浙江海事局     | 浙江省（宁波市除外）                                  | check             |
| 12   | 浙江   | 宁波海事局     | 宁波市                                                | ☒                 |
| 13   | 浙江   | 舟山海事局     | 舟山市                                                | ☒                 |
| 14   | 福建   | 福建海事局     | 福建省（厦门市、漳州市除外）                          | check             |
| 15   | 福建   | 厦门海事局     | 厦门市、漳州市                                        | check             |
| 16   | 广东   | 广东海事局     | 广东省（深圳市、汕头市、湛江市除外）                  | check             |
| 17   | 广东   | 广州海事局     | 广州市、佛山市、肇庆市、河源市                        | check             |
| 18   | 广东   | 东莞海事局     | 东莞市、惠州市、清远市                                | check             |
| 19   | 广东   | 珠海海事局     | 珠海市、江门市                                        | check             |
| 20   | 广东   | 中山海事局     | 中山市                                                | check             |
| 21   | 广东   | 湛江海事局     | 湛江市                                                | check             |
| 22   | 广东   | 汕头海事局     | 汕头市                                                | check             |
| 23   | 广西   | 广西海事局     | 广西壮族自治区                                        | check             |
| 24   | 广西   | 梧州海事局     | 梧州市                                                | check             |
| 25   | 海南   | 海南海事局     | 海南省                                                | check             |
| 26   | 湖北   | 长江海事局     | 湖北省、湖南省、四川省、 安徽省（芜湖市除外）、江西省 | ☒                 |
| 27   | 重庆   | 重庆海事局     | 重庆市                                                | ☒                 |
| 28   | 安徽   | 芜湖海事局     | 芜湖市                                                | ☒                 |
| 29   | 黑龙江 | 黑龙江海事局   | 黑龙江省、内蒙古自治区                                | check             |
| 30   | 广东   | 深圳海事局     | 深圳市                                                | check             |
| 31   | 江苏   | 连云港海事局   | 连云港、盐城市                                        | ☒                 |
| 32   | 云南   | 思茅海事局     | 云南省（西双版纳州除外）                              | check             |
| 33   | 云南   | 西双版纳海事局 | 云南省（普洱市除外）                                  | check             |

## 可用地區
與普通護照不同，中國海員證於部分地區不獲接受為有效旅遊證件。其中在歐委會各國的接受度如下表所示：

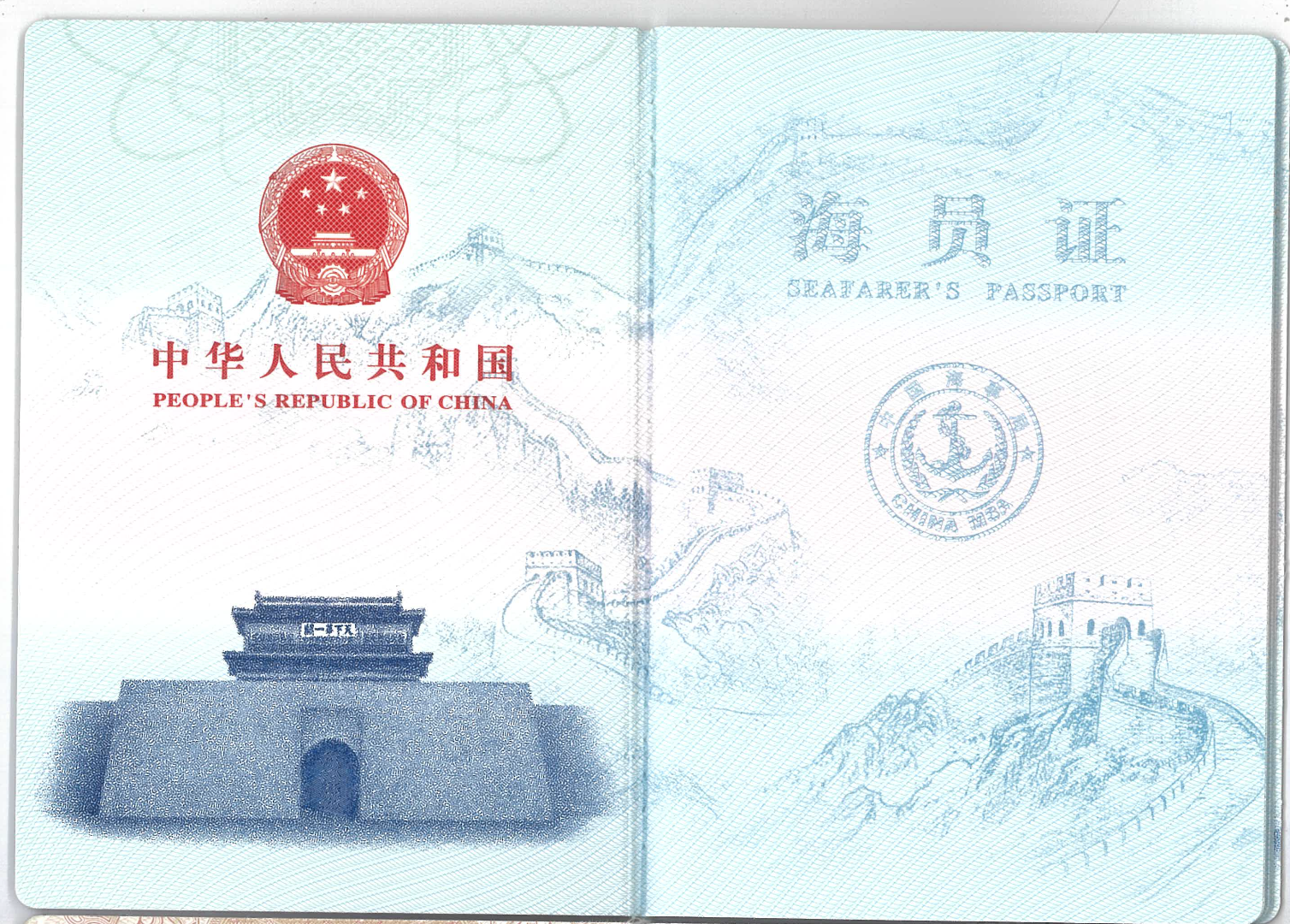
名為Seafarer´s Passport 的海員證（1990年代至今）
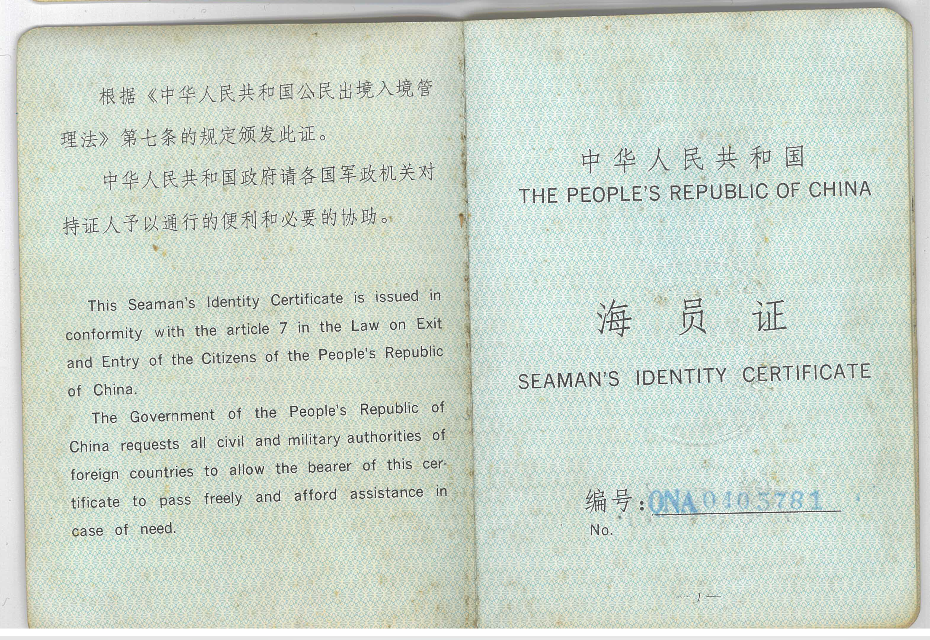
名為Seafarer’s Identity Certificate 的舊版海員證（1990年代之前簽發）
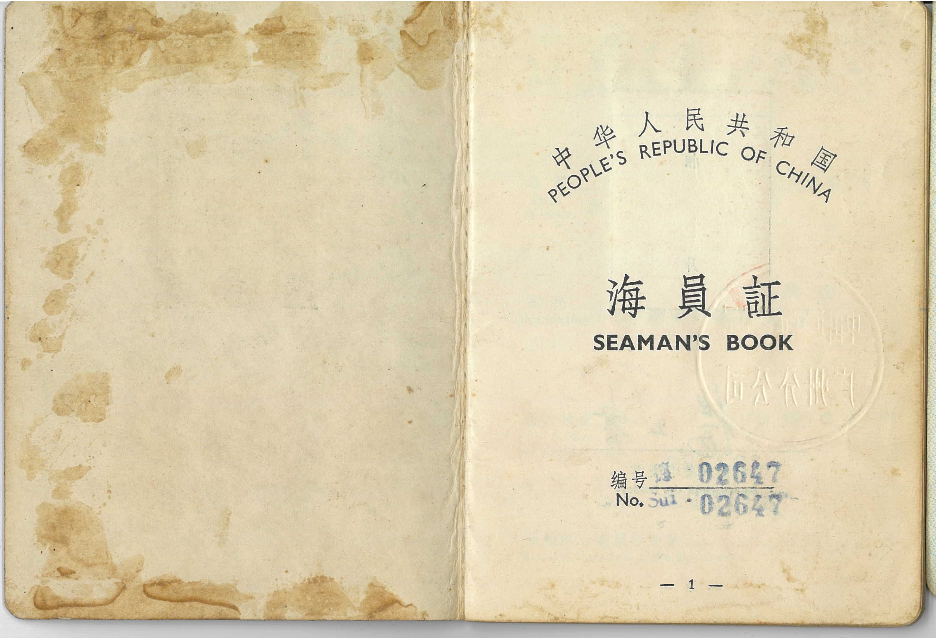
名為Seaman's book 的舊版海員證（約1970年代簽發）

| 國家                                      | Seafarer´s Passport/現版海員證 | Seafarer’s Identity Certificate/舊版海員證 | Seaman's book /舊版海員證 |
| ----------------------------------------- | ------------------------------ | ------------------------------------------ | ------------------------- |
| 比利時、荷蘭、盧森堡                      | check                          | check                                      | ☒                         |
| 保加利亞                                  | check                          | ☒                                          | ☒                         |
| 捷克                                      | ☒                              | ☒                                          | ☒                         |
| 丹麥                                      | check                          | ☒                                          | ☒                         |
| 德國                                      | check                          | ☒                                          | ☒                         |
| 愛沙尼亞                                  | check                          | ☒                                          | ☒                         |
| 希臘                                      | ☒                              | ☒                                          | ☒                         |
| 西班牙                                    | ☒                              | ☒                                          | ☒                         |
| 法國                                      | 注1                            | 注1                                        | ☒                         |
| 克羅地亞                                  | ☒                              | ☒                                          | ☒                         |
| 意大利                                    | check                          | check                                      | ☒                         |
| 拉脫維亞                                  | check                          | check                                      | ☒                         |
| 立陶宛                                    | check                          | check                                      | check                     |
| 匈牙利                                    | check                          | ☒                                          | ☒                         |
| 馬耳他                                    | ☒                              | ☒                                          | ☒                         |
| 奧地利                                    | check                          | check                                      | ☒                         |
| 波蘭                                      | check                          | check                                      | ☒                         |
| 葡萄牙                                    | check                          | check                                      | ☒                         |
| 羅馬尼亞                                  | ☒                              | ☒                                          | check                     |
| 斯洛文尼亞                                | check                          | check                                      | ☒                         |
| 斯洛伐克                                  | ☒                              | ☒                                          | ☒                         |
| 芬蘭                                      | ☒                              | ☒                                          | check                     |
| 瑞典                                      | ☒                              | ☒                                          | ☒                         |
| 冰島                                      | ☒                              | ☒                                          | ☒                         |
| 挪威                                      | ☒                              | check                                      | ☒                         |
| 瑞士、列支敦士登                          | ☒                              | ☒                                          | ☒                         |
| 注1：法國- 均需配合貼有簽證的普通護照使用 |                                |                                            |                           |

### 簽證待遇
根据中华人民共和国外交部领事司于2024年5月28日发布的“中国与外国互免签证协定一览表”更新至2024年5月28日
| 国家   | 停留期 | 生效日期      |
| ------ | ------ | ------------- |
| 乌克兰 | 90天   | 2002年3月31日 |
| 波蘭   | 30天   | 1992年7月27日 |
| 立陶宛 | 30天   | 1992年9月14日 |
| 俄羅斯 | 30天   | 2014年4月26日 |

## 相关法规
- 中华人民共和国海员证管理办法（交通部令第7号），1989年8月14日
- 关于执行《中华人民共和国海员证管理办法》若干问题的通知（港监字〔1991〕28号），1991年2月12日